# Actinote aequatoria
Actinote aequatoria är en fjärilsart som beskrevs av Paul Dognin 1887. Actinote aequatoria ingår i släktet Actinote och familjen praktfjärilar. Inga underarter finns listade i Catalogue of Life.